# YES/Good-bye girl
「Yes／Good-bye girl」（イエス／グッバイ・ガール）は、Chelsyの2枚目のシングル。2014年12月3日にソニー・ミュージックアソシエイテッドレコーズから発売された。

## 解説
前作に続く両A面シングル。すでにライブではファンの間で人気曲となっていたシリアスでタイトな応援ソング「YES」と、爽やかに弾けるガールズ・ポップロック「Good-bye girl」を収録。
CDのみの通常盤（規格型番:AICL-2779）に加えてDVDが付随する初回限定盤（規格型番:AICL-2777-8）が同時発売された。

## 収録曲
CD
1. YES
作詞・作曲：Chelsy・丸谷マナブ・近藤ひさし　編曲：Chelsy
2. Good-bye girl
作詞：Chelsy・近藤ひさし・中村僚・中村友　作曲：Chelsy・近藤ひさし・中村僚　編曲：近藤ひさし
3. YES -TV MIX-
4. Good-bye girl -TV MIX-

DVD
1. ちら見せTV＃2
2. I will-music video-
作詞・作曲：Chelsy・小林章太郎・近藤ひさし　編曲：近藤ひさし